# Enrique Pineda
Enrique Pineda Barnet (La Habana, 28 de outubro de 1933 - Havana, 12 de janeiro de 2021) foi um cineasta cubano.

## Diretor
- Meu pequeno Anjo (Angelito Mío) (1998)
- La bella del Alhambra (1989)
- Tiempo de amar (1983)
- Aquella larga noche... (1979)
- Mella (1976)
- First (Así como nosotros) (1970)
- Giselle (1965)
- Cosmorama (1964)

## Roteirista
- Aire frío (1999) (escritor)
- Meu pequeno Anjo (Angelito Mío) (1998) (escritor)
- La bella del Alhambra (1989) (escritor)
- First (Así como nosotros) (1970) (escritor)
- Cosmorama (1964) (escritor)
- Eu Sou Cuba (1964) (escritor)

... ou "Soy Cuba" - União Soviética (título original)
- Crónica cubana (1963) (escritor)

## Ator
- Meu pequeno Anjo (Angelito Mío) (1998) (sem créditos) .... Anjo

## Agradecimentos
- Memorias del desarrollo (2010) (agradecimentos especiais)

## Próprio
- Soy Cuba, O Mamute Siberiano (2005) .... Ele mesmo